# Cəfərxanlı
Cəfərxanlı är en ort i Azerbajdzjan.   Den ligger i distriktet Dzjälilabab, i den sydöstra delen av landet, 170 km sydväst om huvudstaden Baku. Cəfərxanlı ligger 61 meter över havet och antalet invånare är 1 009.
Terrängen runt Cəfərxanlı är lite kuperad. Närmaste större samhälle är Dzhalilabad, 15,8 km sydost om Cəfərxanlı.